# Škardska vrata
Škardska vrata su morski kanal u Jadranskom moru.
Škardska vrata su uski i duboki prolaz, koji razdvaja otok Škardu sa sjeverozapadne strane od otoka Ista. Ovaj kanal vodi od otvorenog mora na sjeveroistočnom kraju Silbanskog kanala, ali navigacija je kroz njega komplicirana radi nekoliko otočića i pličina koji leže u sjevernom i južnom prilazu, a i plimne struje koje dostižu brzine od 3 do 4 čvora.